# Meckel-Divertikel

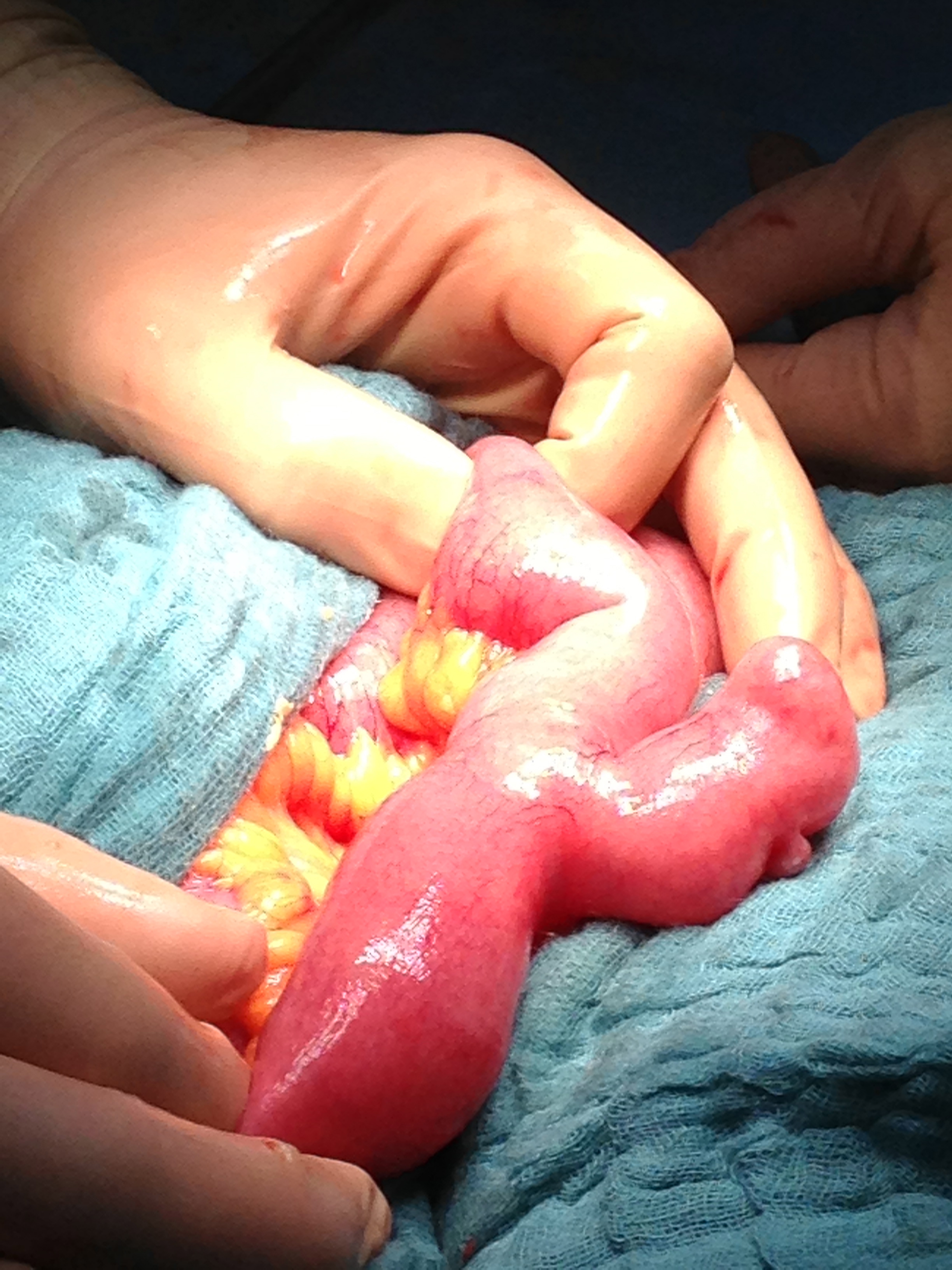
Meckel-Divertikel

Das Meckel-Divertikel (auch Meckelsches Divertikel, lateinisch Diverticulum ilei) – benannt nach dem deutschen Anatom Johann Friedrich Meckel (der Jüngere, 1781–1833) – ist eine Ausstülpung des Leerdarms (Jejunum) bzw. Krummdarms (Ileum), das einen Rest des embryonalen Dottergangs (Ductus omphaloentericus, die Verbindung zum Dottersack) darstellt.
Beim menschlichen Neugeborenen ist dieses Divertikel ca. 30–50 cm, bei Erwachsenen 60–90 cm vor dem Eintritt des Krummdarms (Ileum) in den Blinddarm (getrennt durch die Ileozäkalklappe), in der dem Mesenterialansatz abgewandten Seite der Darmwand, lokalisiert.
Die Erstbeschreibung stammt von Wilhelm Fabry (Fabricius Hildanus) aus dem Jahre 1598. Johann Friedrich Meckel erkannte die embryonale Abstammung des Divertikels.

## Häufigkeit
Je nach Blickwinkel wird die Häufigkeit unterschiedlich angegeben. Laut pädiatrischen Sektionsstudien wird es in 1,5 % aller Fälle gefunden; Chirurgen sehen es mit 3,2–4,5 % häufiger, wenn sie z. B. anlässlich einer Blinddarmoperation danach suchen.
Männer sind mit 70 % der Fälle wesentlich häufiger betroffen als Frauen.
Gehäuftes Vorkommen findet sich bei Omphalozelen, Malrotation, Atresie des Darmes, angeborenen Herzfehlern und Trisomie 18.

## Medizinische Bedeutung
Knapp die Hälfte der Divertikel verursacht in den ersten beiden Lebensjahren Symptome.
Später machen Meckel-Divertikel in der Regel keine Beschwerden. Besteht jedoch eine Öffnung zwischen Dünndarm und Divertikel, kann Darminhalt in das Divertikel hineingelangen und sich dort aufstauen. Dies kann zu einer Entzündung führen. Die Symptome unterscheiden sich dann kaum von der akuten Blinddarmentzündung: Fieber, Brechreiz und heftige rechtsseitige Bauchschmerzen. Eine Operation ist in solchen akuten Fällen die einzig sinnvolle Therapie.
In über 30–50 % der Fälle kann das Divertikel statt der üblichen Dünndarmschleimhaut auch Magenschleimhaut – meist vom Corpus-Typ – oder seltener (ca. 5 %) Zellen der Bauchspeicheldrüse enthalten. Die Säurebildung solcher Zellen kann dazu führen, dass Geschwüre und Blutungen auftreten. Durch die Magensäure kann die Blutung als schwarz gefärbter Meläna auffallen. Die Geschwüre sind meist an der Divertikelbasis gelegen. Selten kann es zu einem Durchbruch und einer Bauchfellentzündung (Perforationsperitonitis) kommen.
Als Ursache für Blutungen im Verdauungstrakt ist das Meckel-Divertikel selten verantwortlich zu machen: 3–5 % der Blutungen stammen aus dem Dünndarm, 30 % davon aus einem Meckel-Divertikel. Blutungen bei Kleinkindern sind jedoch bei fehlenden Verletzungsspuren am häufigsten durch ein Meckel-Divertikel bedingt. Verdacht auf ein ektopes Geschwür kann die Diagnose vor allem bei Kindern durch die Natrium-99mTechnetium-Pertechnetat-Szintigrafie gesichert werden, da sich das verwendete Isotop insbesondere in der Magenschleimhaut anreichert.
Selten kann sich das Divertikel als Invagination ins Lumen des Ileums oder des Colons vorstülpen.
Bleibt zwischen Meckel-Divertikel und Bauchnabel ein bindegewebiger Strang bestehen – in der Regel löst sich dieser mit der Rückbildung des Dottergangs auf –, kann dies die Ursache für einen Bridenileus sein. Bleibt dieser Strang komplett offen, spricht man von einem „persistierenden Ductus omphaloentericus“; verschließt sich dagegen der innen offene Strang sowohl an Nabel als auch Darmansatz spricht man von einer „Dottergangzyste“.

## Diagnose

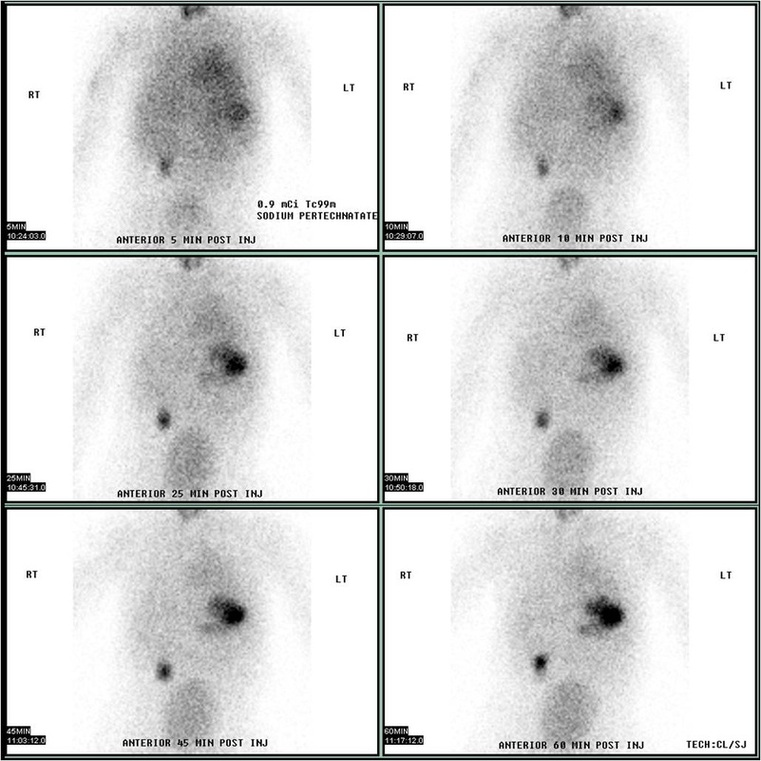
Technetium-99m – Szintigrafie mit Anreicherung im rechten Unterbauch.

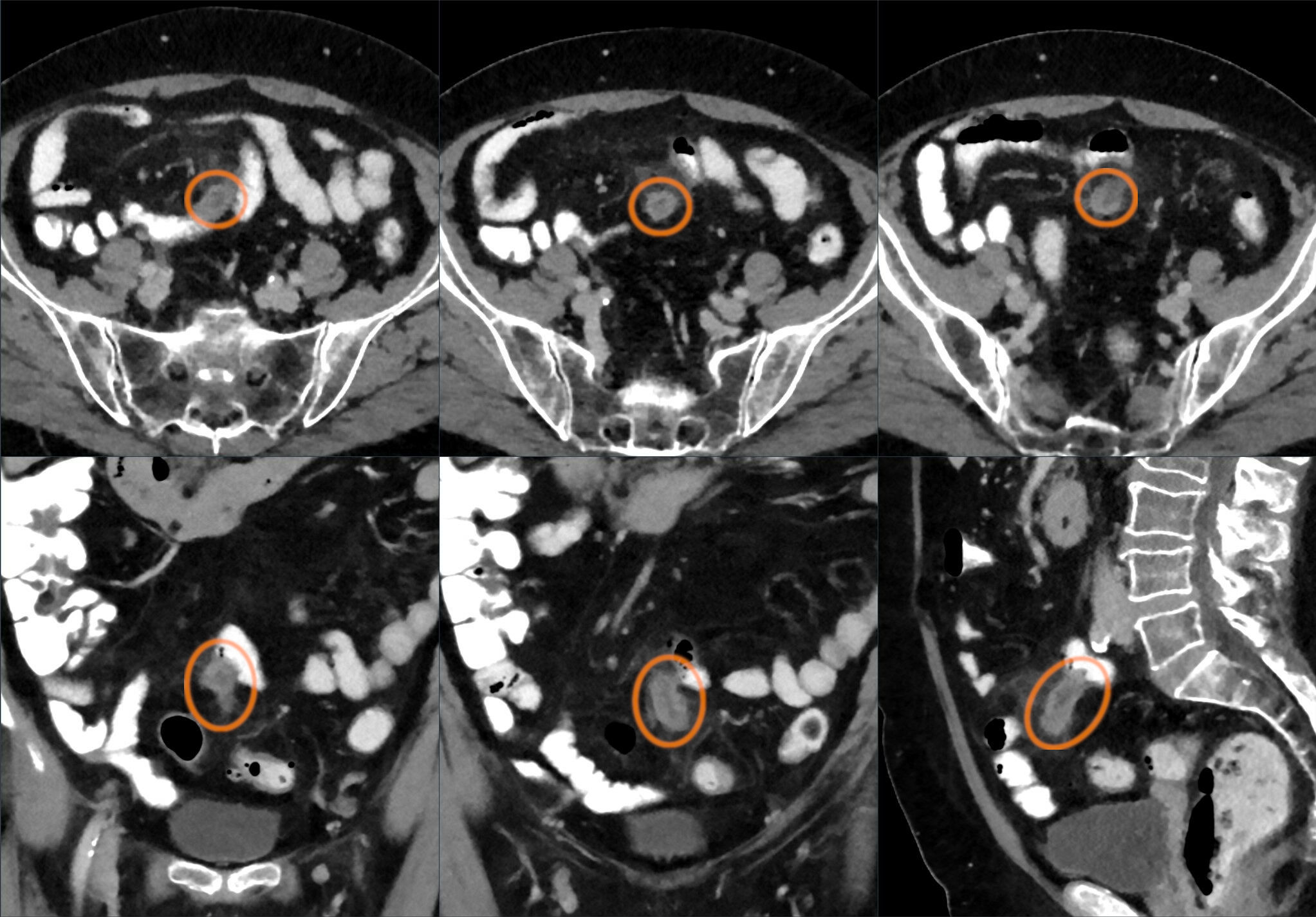
Meckel-Divertikel mit akut-entzündlichen Veränderungen in der Computertomografie.

In der Regel wird ein Meckel-Divertikel zufällig bei einer Laparoskopie oder Laparotomie entdeckt, da es sich klinisch meist stumm verhält.
Aufgrund der in etwa 50 % vorhandenen ektopen Magenschleimhaut lässt es sich am besten mittels Szintigrafie mit Natrium-99mTechnetium-Pertechnetat (Na99mTcO4) darstellen. Bei negativem Befund kann, falls kein akutes Abdomen vorliegt, ein Kontrastmittel-Einlauf durchgeführt werden. Eine vielversprechende Methode scheint die Push-Endoskopie zu sein. Computertomografie und Abdomen-Sonografie können in der Akutsituation Hinweise geben, sind aber oft nicht eindeutig.
Charles Horace Mayo: „Ein Meckel-Divertikel wird häufig vermutet, oft gesucht und selten gefunden.“

## Therapie
Bei der Operation wird in der Regel die eigenständige Gefäßversorgung des Divertikels unterbunden und dieses an der Basis entfernt (reseziert). Die so entstehende Öffnung des Darms wird quer vernäht. Bei sehr großen Divertikeln kann eine Segmentresektion notwendig werden.

## Juristische Problematik
Wird ein Meckel-Divertikel zufällig befundet (gynäkologische, Gallen- oder Blinddarm-Laparoskopien), so muss dieser Befund dokumentiert werden. Tritt kurze Zeit nach der Befunderhebung eine Komplikation dieses Divertikels ein, so wurden in der Vergangenheit, vor allem in den USA, Operateuren ein Kunstfehler unterstellt und dies zur Schadensersatzklage gebracht. Wenn der Operateur das Divertikel jedoch reseziert und dabei eine Komplikation auftritt, kann dies zu seinen Lasten ausgelegt werden (eigenmächtiges Handeln mit nachteiligen Folgen für den Patienten) beziehungsweise muss es nicht vom Patienten bezahlt werden, so keine anderslautende Vereinbarung getroffen wurde. Eine Lösung dieses Dilemmas steht weiter aus.